# David Fumero
David Fumero, właściwie Joseph Sentielo-Fumero (ur. 29 grudnia 1972 roku w Hawanie) – kubańsko-amerykański aktor i model.

## Życiorys
Dorastał wraz z młodszym bratem Joel'em. Swoją karierę rozpoczął jako model dla agencji Irene Marie Models w Miami Beach, na południowej Florydzie. Reklamował także wyroby Hugo Boss. W 1997 roku pojawił się w teledysku Mariah Carey do piosenki Honey. Sławę zawdzięcza telewizyjnej kreacji Cristiana Vegi w operze mydlanej ABC Tylko jedno życie (One Life to Live, 1998, 2003, 2004, 2005, 2007), za którą w 1999 roku otrzymał nominację do nagrody American Latino Media Arts (ALMA). Na dużym ekranie zadebiutował w melodramacie komediowym Greetings from the Shore (2007). W 2014 wystąpił w horrorze komediowym Crazy Bitches, przy boku Guinevere Turner i Blake'a Berrisa.